# Beribéri
O beribéri é uma doença nutricional causada pela falta de vitamina B1 (tiamina) no organismo, resultando em fraqueza muscular, problemas gastrointestinais e dificuldades respiratórias.

## Causas
As causas do beribéri são:
- Dieta pobre em B1;
- Abuso de álcool (dificulta absorção da B1);
- Baixa absorção da vitamina B1 pelo intestino (como por infecção de Penicillium citreonigrum);
- Diarreia e/ou vômito por longos períodos;
- Genética (rara);

Pode ainda ser secundário a:
- Hipertiroidismo;
- Insuficiência renal;
- Febre alta.

É mais comum na gravidez quando a demanda por vitaminas é muito maior.
O fungo Penicillium citreonigrum, que através da liberação da toxina citreoviridina inibe a absorção da B1. Enzimas encontradas em alguns peixes de rio também podem causar deficiência de B1.

## Sinais e sintomas
Existem dois tipos de beribéri: "seco" e "molhado".
Beribéri cardíaco ou "molhado":
- Taquipneia (Respiração acelerada) após exercícios;
- Taquicardia (Coração acelerado);
- Apneia (Acordar sem ar);
- Pernas inchadas.

Beribéri nervoso ou "seco":
- Fraqueza muscular;
- Perda de sensibilidade dos pés e mãos;
- Dor;
- Dificuldade para falar;
- Vômito;
- Confusão mental;
- Movimentos involuntários dos olhos;
- Paralisia.

Casos severos podem evoluir para síndrome de Wernicke-Korsakoff, caracterizada por perda de memória e confusão mental.

### Beribéri infantil
Ocorre em bebês que são amamentados por uma mãe com deficiência de vitamina B1 ou com leite pobre em vitaminas, e é caracterizado por:
- Insuficiência cardíaca;
- Perda da voz;
- Lesão de nervos periféricos.

É mais comum entre o segundo e o quarto mês de vida.

## Diagnóstico
Um exame físico pode mostrar sinais de falência cardíaca congestiva, que incluem os seguintes:
- Dificuldade de respirar associada a veias jugulares salientes;
- Aumento no tamanho do coração;
- Fluidos nos pulmões;
- Batimentos cardíacos acelerados;
- Inchaço em ambas as pernas;
- Confusão;
- Perda de memória (amnésia);
- Delírios;
- Perda de sensibilidade a vibrações.

Um exame neurológico pode indicar:
- Alterações no modo de andar;
- Problemas de coordenação motora;
- Reflexos diminuídos;
- Pálpebras caídas.

Exames sanguíneos podem medir diretamente a concentração de tiamina no sangue, ou então uma queda na atividade da transquetolase, uma enzima dependente da tiamina. Exame de urina pode revelar se o problema é má absorção (alta quantidade de B1 na urina) ou falta da vitamina (quase nada de B1 na urina).

## Prevalência
O beriberi é raro em países desenvolvidos porque alguns dos alimentos mais consumidos são enriquecidos com vitaminas, como arroz e cereal. Atualmente o beribéri ocorre predominantemente em pacientes alcoolistas. O consumo excessivo de álcool causa diarreia, poliúria(urinar com frequência) e vômitos o que prejudica a absorção e armazenamento de vitaminas hidrossolúveis.
No Brasil, onde a doença era típica dos escravos no Brasil Colônia, a doença tem ressurgido com um aumento de casos relatados nos estados do Maranhão, Tocantins e Amapá a partir de 2006. As autoridades sanitárias brasileiras identificaram a contaminação de arroz por uma micotoxina - uma toxina formada no metabolismo de um fungo presente no arroz - algo que também ocorreu no começo do século XX no Japão.
Em 2009 mais de mil casos foram identificados em Pernambuco e entre 2006 e 2008 foram notificados 1.207 casos e 40 óbitos no Maranhão. 

## Tratamento
A cura da doença se dá pela administração da vitamina B1, corrigindo assim a sua carência. São alimentos ricos em tiamina: cereais em grão, leite, legumes, ovos, peixes e plantas. A redução da ingestão do álcool é importante, já que este dificulta a absorção da vitamina. O beribéri é um tipo específico de polineurite.
No tratamento desta doença, vemos a importância de uma intervenção fisioterapêutica cardiorrespiratória, já que o paciente apresenta dificuldades respiratórias devido a alterações musculares, levando o indivíduo a um grande encurtamento muscular que ainda acarreta grandes dificuldades de deambulação e realização das atividades da vida diária.
O beribéri é uma doença que se caracteriza por alterações nervosas, cerebrais e cardíacas.
Sintomas:
As alterações nervosas começam como uma sensação de formigamento nos dedos dos pés, que se torna particularmente intensa à noite, câimbras musculares na panturrilha e dor nas pernas e nos pés. Os sintomas iniciais do beribéri podem incluir a confusão mental, a laringite e a visão dupla.
O tratamento consiste na administração intravenosa de vitamina B1 em uma dose 20 vezes superior à QDR durante 2 a 3 dias. Posteriormente, a vitamina pode ser por via oral(ingerida).

## Etimologia
A origem do termo não é clara, apesar de muitas hipóteses já terem sido sugeridas. Uma delas é que o termo venha de uma expressão cingalêsa que significa "fraco, fraco" ou "não posso, não posso", a palavra duplicada para dar ênfase. Outra hipótese é que ela venha do arábico "bhur-bhari", que significa "asma de marujo". Em 1630, um médico holandês chamado Jacob Bonitus encontrou uma doença enquanto trabalhava em Java. Na primeira descrição conhecida do Beribéri, ele escreveu "Uma aflição muito debilitante, que ataca homens, é chamada pelos habitantes de Beriberi (que significa ovelha). Acredita-se que aqueles acometidos por essa doença, com seus joelhos trêmulos e pernas enrijecidas, andam como ovelhas. É uma forma de paralisia, ou Tremor: pois ela penetra o movimento e a sensibilidade das mãos e por vezes todo o corpo."

## História
Christiaan Eijkman, um médico holandês, foi o primeiro a demonstrar que o Beribéri é causado por carência alimentar. Seu trabalho e de seu amigo Adolphe Vorderman, em 1897 levou a descoberta das vitaminas. Recebeu um Prémio Nobel em 1929, junto com Sir Frederick Hopkins, embora Vorderman não.
O nome da doença se refere as palavras "não posso, não posso", em Cingalês. A vitamina B1 (tiamina) é de grande importância para o bom funcionamento cerebral, relaxamento do sistema nervoso e fortalecimento do músculo do coração. Quando, contudo, há carência no organismo desenvolve-se uma patologia conhecida como Beribéri.
A doença foi muito prevalente nas tropas do Exército Brasileiro durante a Primeira República.